# Ferroglobus
Genre
Espèces de rang inférieur
- Ferroglobus placidus

Ferroglobus est un genre d'archées hyperthermophiles flagellées de la famille des Archaeoglobaceae qui comprend (au 1er juillet 2013) une seule espèce, Ferroglobus placidus, isolée de sédiments marins d'une source hydrothermale au large de l'Italie. Elle se développe dans un intervalle de températures de 65 à 95 °C, avec un optimum à 85 °C et à pH neutre. 
Les cellules possèdent une paroi cellulaire constituée d'une couche S. F. placidus a été la première archée hyperthermophile découverte à croître de façon anaérobie par oxydation de composés aromatiques tels que des benzoates couplée à la réduction d'ions ferriques Fe3+ en ions ferreux Fe2+. Elle peut également utiliser l'hydrogène H2 et le sulfure d'hydrogène H2S pour produire son énergie métabolique. En raison de sa nature anaérobie, elle utilise le nitrate NO3– comme accepteur final d'électrons en le convertissant en nitrite NO2– ; le thiosulfate S2O32– peut également jouer ce rôle.
Ferroglobus placidus est également la première archée identifiée capable d'oxyder le fer en réduisant l'ion nitrate. On pense que des organismes semblables sont à l'origine des gisements de fer rubané constitués d'oxyde de fer(II,III) et d'oxyde de fer(III) et vraisemblablement formés essentiellement avant la « catastrophe de l'oxygène », il y a environ 2,4 milliards d'années.